# Nils Christian Corfitzon
Nils Christian (N.C.) Corfitzon, född 13 maj 1864 i Mölle i Brunnby församling, död 21 januari 1913 i Helsingborgs stadsförsamling, var en svensk skeppsredare och initiativtagare till Möllebanan, den tidigare järnvägen mellan Höganäs och Mölle.

## Biografi
Nils Christian Corfitzon var son till Nils Corfitzon (1829–1889), värdshusägare, skeppare och ångbåtsbefälhavare i Mölle, och Johanna Corfitzon (1832–1920), född Fisch, som drev värdshus och senare Hotel Corfitzon på samma plats..
Efter tio års tjänst på skeppsmäklarkontoret i Helsingborg tog Corfitzon 1896 initiativ till rederiet Rederi Aktiebolaget Helsingborg och blev en av ägarna tillsammans med konsul Petter Olsson.  Lastfartyget Fortunatus, senare döpt till S/S Margareta, var ett av de skepp som köptes in till rederiet av Corfitzon under den tiden. Senare kom Corfitzon att grunda rederierna Luggede, Vala och Nordsjön, alla i Helsingborg. År 1910 hade hans rederier tillsammans åtta ångfartyg. Rederibolaget Helsingborg övertogs efter Corfitzons död av Otto Hillerströms rederi. 
År 1902 blev Corfitzon nederländsk konsul i Helsingborg och senare invald i Helsingborgs stadsfullmäktige.
År 1905 var Corfitzon en av initiativtagarna till järnvägen mellan Höganäs och Mölle och blev ordförande för det bolag, Höganäs–Mölle Järnväg AB (HMöJ), som bildades för att anlägga järnvägen och stationshusen längs sträckan. Järnvägen invigdes 1910 och det var Corfitzon som höll invigningstalet. Corfitzon blev samma år utsedd till riddare av Vasaorden.
Corfitzon var också en av initiativtagarna till Sveriges allmänna sjöfartsförening.
Corfitzon begravdes i Brunnby efter att hans kista färdats med ett extrainsatt tåg, med 200 begravingsgäster ombord, från Helsingborgs färjestation, till Mölle station och därifrån med ett följe av 60 hästskjutsar till Brunnby kyrka. 
Ett ångfartyg, Consul Corfitzon, blev efter hans död uppkallat efter honom.